# Seznam chráněných území v okrese Zvolen
Toto je seznam chráněných území v okrese Zvolen aktuální k roku 2015, ve kterém jsou uvedena chráněná území v oblasti okresu Zvolen.
| Kód  | Obrázek         | Typ | Název                 | Rozloha (ha) | Galerie Commons                                   | Popis území | Souřadnice                       |
| ---- | --------------- | --- | --------------------- | ------------ | ------------------------------------------------- | ----------- | -------------------------------- |
| 202  |                 | CHA | Arboretum Borová hora | 45,5000      |                                                   |             |                                  |
| 216  | Boky            | NPR | Boky                  | 176,4900     | Kategorie „NPR Boky“ na Wikimedia Commons         |             | 48°33′57″ s. š., 19°1′33″ v. d.  |
| 1084 |                 | CHA | Dolná Zálomská        | 2,4800       |                                                   |             |                                  |
| 1125 |                 | PR  | Gajdošovo             | 18,2819      |                                                   |             |                                  |
| 1068 |                 | CHA | Gavurky               | 68,4214      |                                                   |             |                                  |
| 837  |                 | PR  | Mačinová              | 4,8600       |                                                   |             |                                  |
| 359  |                 | NPR | Mláčik                | 147,2000     |                                                   |             |                                  |
| 379  |                 | PR  | Pod Dudášom           | 6,2400       |                                                   |             |                                  |
| 768  |                 | PP  | Potok Zolná           | 1,9200       |                                                   |             |                                  |
| 394  |                 | PR  | Príslopy              | 0,2200       |                                                   |             |                                  |
| 1047 |                 | PR  | Prosisko              | 20,8000      |                                                   |             |                                  |
| 1071 |                 | PP  | Pyramída              | 6,6688       |                                                   |             |                                  |
| 1094 | Turovský sopúch | PP  | Turovský sopúch       | 0,2669       | Kategorie „Turovský sopúch“ na Wikimedia Commons  |             | 48°36′5″ s. š., 19°3′7″ v. d.    |
| 383  |                 | NPR | Zadná Poľana          | 855,4941     |                                                   |             |                                  |
| 1086 | Popis obrazku   | PP  | Zolniansky lahar      | 0,3242       | Kategorie „Zolniansky lahar“ na Wikimedia Commons |             | 48°36′39″ s. š., 19°13′17″ v. d. |